# Pujada als Brucs
La Pujada als Brucs (sovint documentada a l'època en castellà com a "Carrera en Cuesta Los Bruchs") fou una pujada de muntanya que es disputà anualment entre 1913 i 1922 pels voltants del municipi del Bruc, Anoia. Organitzada tradicionalment cap al març pel Reial Moto Club de Catalunya -anomenat Moto Club Deportivo Barcelona fins al 1916-, la cursa discorria per un tram d'onze quilòmetres de l'antiga carretera N-II, amb sortida a Esparreguera i arribada al Bruc. Fou la primera pujada de muntanya disputada a Catalunya i una de les primeres curses de motociclisme emblemàtiques del país, esdevenint una de les competicions més populars del seu temps (en algunes edicions s'hi aplegaren més d'un miler d'espectadors, quan Esparreguera tenia poc més de 4.000 habitants).
La Pujada als Brucs va contribuir en gran manera a popularitzar el motociclisme a Catalunya, llavors a les beceroles, ja que feia poc més de deu anys que s'hi havien començat a introduir els primers vehicles de motor. Arribats al 1923, amb l'esdeveniment plenament consolidat, diversos problemes tècnics (relatius sobretot al mal estat de la carretera) varen fer inviable la seva continuïtat i el RMCC va decidit canviar-ne l'emplaçament. D'ençà de 1924, doncs, la prova es desplaçà al massís de Montserrat, amb sortida a Monistrol, donant origen així a la Pujada a Montserrat, una històrica cursa que es mantingué al calendari fins al 1980.

## Característiques

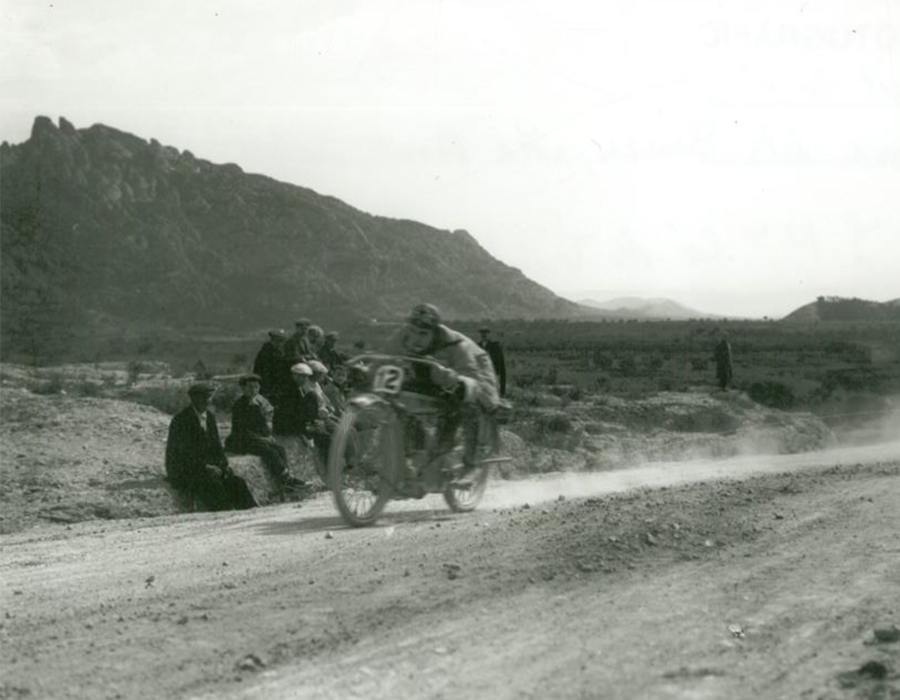
Un participant durant l'edició de 1913. Al fons, Montserrat.

### Recorregut
La distància total a recórrer era d'onze quilòmetres, amb la sortida situada al km 585 de l'antiga carretera de Madrid a França per La Jonquera (anomenada durant anys N-II i actualment A-2, Autovia del Nord-est) i l'arribada al km 574. El punt de sortida era més o menys a la sortida d'Esparreguera d'aleshores i el d'arribada, el barri del Bruc de Dalt. Cal dir que El Bruc era en aquella època un poble petit amb el nucli urbà dividit en tres barris: el Bruc de Baix, el Bruc del Mig i el Bruc de Dalt.
El tram de la carretera triat per a la cursa es caracteritzava per la seva constant pujada, rematada en els darrers 150 metres amb una forta rampa, anomenada "la costa de la Madrona". La carretera tenia un desnivell total de 420 metres des d'Esparreguera fins als Brucs, amb una mitjana del 3,8% de pujada en tot el tram. Afegint-hi el fet que el recorregut tenia pocs revolts pronunciats fins al començament del poble, on hi havia els més tancats, resultava un traçat ideal per fer-hi una cursa de motocicletes, ja que s'hi podien aconseguir bones velocitats en qualsevol categoria. Un altre obstacle, a banda de la pròpia pujada, era el mal estat de la carretera la qual, malgrat la seva importància, era bàsicament un camí ample sense asfaltar, sovint ple d'esvorancs. Amb motiu de la cursa, però, les autoritats de l'època autoritzaven obres de reparació al tram de carretera afectat.

### Categories
La prova admetia tres tipus de vehicles (motocicletes, sidecars i autocicles), dividits cadascun en diverses categories en funció de la seva cilindrada i preparació: "Turisme" si eren de sèrie o "Lliure" (també dita "Professional") si estaven preparats per a competició. Per bé que d'any en any podia variar sensiblement, l'estructura típica de categories era aquesta:
| - Motocicletes: - Turisme - Fins a 300 cc - Fins a 350 cc - Fins a 560 cc - Superior a 560 cc - Lliure - Fins a 500 cc - Fins a 1.000 cc | - Sidecars: - Turisme - Fins a 560 cc - Superior a 560 cc - Lliure - Superior a 500 cc | - Autocicles: - Turisme fins a 1.100 cc - Lliure fins a 1.100 cc |

## Història

### Origen del nom
La prova prenia el nom del port del Bruc, escrit aleshores encara amb la hac final prefabriana i conegut a l'època popularment en plural, "Els Bruchs". Aquest port representava el darrer escull important a salvar abans d'arribar a Barcelona venint de Lleida: per a superar-lo calia passar una sèrie de sis revolts en paella que permetien d'assolir l'altura de Sant Pau de la Guàrdia, des d'on començava el suau descens cap a la població del Bruc. Actualment, aquest pas ha estat substituït per un túnel de l'A-2 que estalvia al conductor la pujada dels gairebé 620 metres sobre el nivell del mar de l'antiga N-II.

### Protagonistes

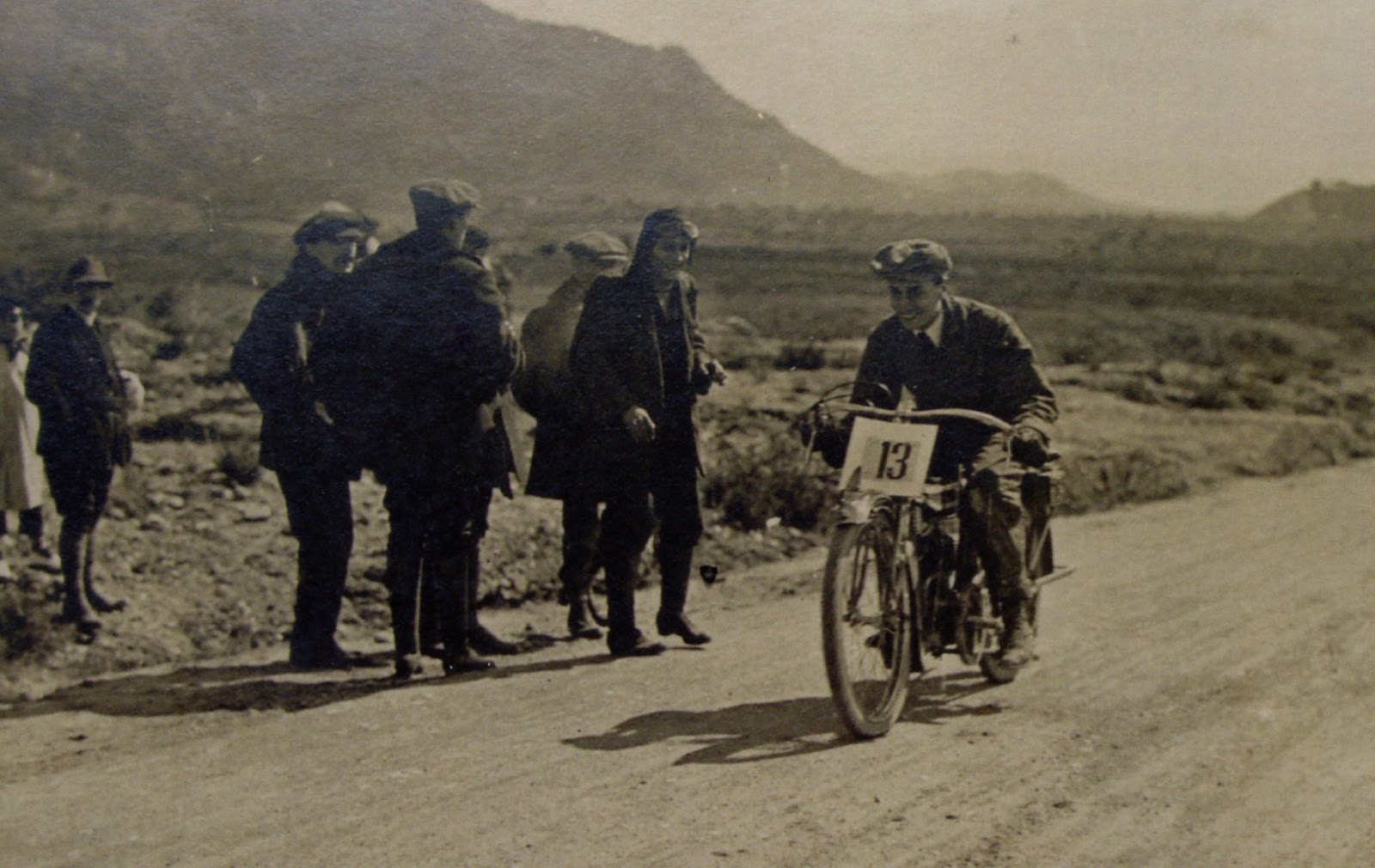
R. Balaguer durant l'edició de 1916

Els participants habituals a la cursa acostumaven a ser joves "sportmen" -així els anomenava la premsa de l'època-, pertanyents a famílies benestants. Alguns d'ells es varen fer famosos en aconseguir classificar-se durant anys consecutius en les categories respectives -ja fossin Turisme o Professional-, com ara per exemple els Orús, Teixidor, Bresca, Armangué, Antonietti, Clarassó i Vidal. També hi competiren corredors estrangers pertanyents a la important colònia d'europeus establerts a Barcelona abans del 1914, els quals participaven en tota mena d'activitats dels diferents clubs esportius de la ciutat, entre elles les relacionades amb el Moto Club Deportivo Barcelona. Ja en la primera edició, el 1913, un participant d'origen anglès va aconseguir el tercer lloc: Lewis Alexander. Al llarg de les primeres edicions de la cursa, durant el període 1913-1917, les classificacions oficials reflecteixen resultats de pilots estrangers com ara Pizzala, Leek, Slaivon, Foster o Withead. L'esclat de la Primera Guerra Mundial va fer que molts d'ells haguessin de tornar al seu país d'origen per tal d'incorporar-se a l'exèrcit respectiu.
Darrere l'èxit d'aquesta prova hi havia el Club Deportivo de Barcelona i els integrants de la junta de l'entitat, importants industrials i comerciants del gremi de l'automoció. Entre ells, els empresaris tèxtils Eusebi Bertrand i Francesc Comas, el manresà Francesc Serramalera i Abadal, constructor i venedor dels automòbils Abadal, i molts altres que contribuïren a la creació tant del Reial Automòbil Club de Catalunya com del Reial Moto Club de Catalunya.

### Motos
Durant la dècada del 1910, la majoria de les motocicletes que es venien a Catalunya eren d'importació, especialment de les marques Motosacoche, Matchless, Rover, Rudge, Triumph, Royal Enfield, Douglas, Indian, Harley Davidson i NSU. Les més potents podien superar els 100 km/h i estaven en constant evolució, de manera que si el 1915 s'aconseguien a la cursa unes velocitats mitjanes de 60 km/h, el 1920 ja se n'hi aconseguien 79.
Durant el període en què va tenir lloc la prova -del 1913 al 1922-, la gran evolució tecnològica de les motocicletes va dur a innovacions generalitzades com ara l'adopció de la cadena de transmissió en substitució de la corretja i algunes en funció dels fabricants, com ara la suspensió posterior o l'enllumenat elèctric en substitució del de carbur. També varen millorar molt els pneumàtics, ja que van passar de ser llisos a tenir dibuix.

### Actualitat
Coincidint amb el centenari de la celebració de la primera Pujada als Brucs, el Clàssic Motor Club del Bages amb la col·laboració de l'Ajuntament del Bruc, Portals de Montserrat i el Patronat de la Muntanya de Montserrat, impulsà la commemoració d'aquesta efemèride amb una trobada de motos i autocicles, celebrada el 17 de maig de 2014 al Bruc. L'esdeveniment s'anomenà "Centenari de la Cursa Pujada en Costa al Bruc".

## Palmarès
Font:
S'assenyalen amb negreta els guanyadors absoluts de cada edició.
| Edició | Any  | Data         | Motocicletes    | Motocicletes               | Motocicletes | Autocicles             | Autocicles       | Autocicles       |
| Edició | Any  | Data         | Guanyador       | Motocicleta                | Temps        | Guanyador              | Autocicle        | Temps            |
| ------ | ---- | ------------ | --------------- | -------------------------- | ------------ | ---------------------- | ---------------- | ---------------- |
| I      | 1913 | 9 de març    | Ubarri          | 500cc                      | 11'25" 3/5"  | Sense autocicles       | Sense autocicles | Sense autocicles |
| II     | 1914 | 8 de febrer  | Joan A. Orús    | Motosacoche 500cc          | 11'09" 4/5"  | Josep Texidor          | GN               | 14'28.8"         |
| III    | 1915 | 23 de març   | Joan A. Orús    | Motosacoche 500cc          | 9'20"        | León Conte             | Buckingham       | 12'55.0"         |
| IV     | 1916 | 12 de març   | Joaquim Vidal   | Zenith 500cc               | 10'06"       | Ferran Arruga          | David            | 19'03.0"         |
| V      | 1917 | 11 de març   | F. E. S.        | Indian Sup. 560cc          | 11'09" 2/5"  | Frederic Armangué      | David            | 12'00.2"         |
| -      | 1918 | No disputada | No disputada    | No disputada               | No disputada | No disputada           | No disputada     | No disputada     |
| VI     | 1919 | 18 de maig   | Oscar Leblanc   | Harley Davidson Sup. 560cc | 10'48" 1     | Frederic Armangué      | David            | 14'38,5"         |
| VII    | 1920 | 21 de març   | Oscar Leblanc   | Harley Davidson Sup. 560cc | 9'04" 3/10   | Cipriano Tejedor T. C. | DyG              | 13'39.0"         |
| VIII   | 1921 | 28 de març   | Joaquim Vidal   | Harley Davidson Sup. 750cc | 8'27" 8/10   | Josep Maria Moré       | David            | 10'04.0"         |
| IX     | 1922 | 19 de febrer | Santiago Codina | Rover 750cc                | 11'32" 6     | Joan A. Orús           | Hércules 1100cc  | 11'29.8"         |